# 愛のわかれ道
「愛のわかれ道」（Baby I'm-a Want You）は、ブレッドが1971年に発表した楽曲。

## 概要
デヴィッド・ゲイツ作詞作曲。1971年10月23日、シングルA面として発表。通算8枚目（日本では7枚目）。同年12月、ビルボードシングルチャート3位を記録。また、イージーリスニング・チャート1位を記録し、ゴールド・ディスクレコードに認定された。
開放弦のアコースティックギターと効果的なエレクトリックギターの起用が特徴でストリングスを取り入れたメロディーラインの流麗なポップ・ロック作品。4枚目の同名のアルバム『Baby I'm-a Want You』に収録。
尚デヴィッド・ゲイツはこの曲は当初ピアノをバッキングとしてアレンジ構想を練っていた。Best of Bread（CD）のライナーノートに本人のコメントあり。また1970年のデモテープが発掘されている。

## カバー・バージョン
- アーロン・ネヴィル - 1972年のシングル。
- アイザック・ヘイズ&デヴィッド・ポーター - 1972年のシングル「Ain't That Loving You (for More Reasons Than One)」のB面。
- レターメン - 1972年のアルバム『Spin Away』に収録。
- エンゲルベルト・フンパーディンク - 1972年のアルバム『In Time』に収録。
- ガロ - 1972年のアルバム『GARO2』に収録。日本語詞で歌っている。
- 五輪真弓 - 1975年のライブ・アルバム『The Show "Best Concert Album '75"』に収録。
- ケニー・ロジャース＆ドティ・ウエスト - 1978年のアルバム『Every Time Two Fools Collide』に収録。
- 斎藤誠 - 2003年のアルバム『WALTZ IN BLUE』に収録。
- ペトゥラ・クラーク
- ジェニファー・ラブ・ヒューイット